# Dominika Leśniewicz
Dominika Leśniewicz z domu Smereka, (ur. 13 stycznia 1974 w Grudziądzu) – polska siatkarka, grająca na pozycji libero. Była reprezentantka Polski, mistrzyni Europy z 2003 roku.
Zaczynała i przez pierwszą połowę kariery zawodniczej grała na pozycji rozgrywającej. Na libero przekwalifikował ją w sezonie 1993, 2000/2001 Leszek Piasecki – ówczesny trener drużyny seniorek Banku Pocztowego Centrostalu Bydgoszcz. Obecnie jest nauczycielką wychowania fizycznego w Szkole Podstawowej w Nadarzynie oraz trenuje drużynę siatkarską Akademia Siatkówki Tomasza Wójtowicza.
Odnosiła także sukcesy w siatkówce plażowej, dwukrotnie była mistrzynią Polski (1998, 1999) oraz wicemistrzynią Polski (2000). 29 sierpnia 2022 roku zakończyła swoją karierę siatkarską w pożegnalnym meczu w Nadarzynie.
W 2002 poślubiła lekkoatletę, Janusza Leśniewicza. Jej córka Wiktoria, również jest siatkarką i tak jak mama gra na pozycji libero. 

## Sukcesy klubowe
I liga seria A:
- 1993, 2001, 2005
- 1995, 2002

Puchar Polski:
- 2001, 2005

Puchar Top Teams:
- 2002

Superpuchar Polski:
- 2005

## Sukcesy reprezentacyjne
Mistrzostwa Europy:
- 2003